# Toma del fuerte de El Collado (1840)
La toma del fuerte de El Collado tuvo lugar el día 6 de agosto de 1840, siendo la última operación militar desarrollada durante la Primera Guerra Carlista. 
Después de la toma de Alpuente en mayo, las tropas liberales pidieron la rendición del fuerte de El Collado. Al ser desatendidas sus demandas, los isabelinos emplazaron 4 piezas desmontadas KRUPP largas de 8 centímetros en la cercana loma de la Moratilla, desde la que bombardearon el castillo. El 6 de agosto los defensores se daban a la fuga, siendo muchos de ellos capturados. Al no haberse querido rendir tras la firma de paz del abrazo de Vergara, se consideró a los carlistas bandidos, siendo todos fusilados excepto los quintos que hubieran sido enrolados a la fuerza.